# Viktor Logunov
Viktor Logunov (n. 21 iulie 1944, Moscova, RSFS Rusă, URSS – d. 10 octombrie 2022) a fost un ciclist de performanță ce a reprezentat Uniunea Republicilor Sovietice Socialiste, medaliat olimpic. A participat la o ediție a Jocurilor Olimpice (1964) în care a câștigat o medalie de argint.

## Participări
Lista de mai jos prezintă principalele competiții la care a participat Viktor Logunov de-a lungul carierei.
- cycling at the 1964 Summer Olympics – men's tandem[*]